# Almapaprika
Az almapaprika (Capsicum annuum L. convar. Longum) a csemegepaprika (Capsicum annuum var. grossum) egyik fajtája.

## Jellemzői
- Termése 6-8 cm magas, vastag húsú és enyhén csípős (500-1000 SHU) ízű.
- Nyár közepén-végén és kora ősszel terem.
- Folytonnövő, lapított gömb alakú, sárgás-fehérből pirosra érő, csípős bogyója friss fogyasztásra, savanyításra és konzervipari feldolgozásra alkalmas.

## Nevének eredete
Elnevezése onnan ered, hogy termése az almára emlékeztet.

## Forrás
- torzsasztal.com
- wikibooks.org